# Landessportler des Jahres (Schleswig-Holstein)
Die Wahl zu Schleswig-Holsteins Sportler des Jahres wird seit 2001 durchgeführt. Sie wird vom Landessportverband Schleswig-Holstein veranstaltet.
Eine Jury aus LSV-Vertretern und der Vereinigung der schleswig-holsteinischen Sportjournalisten trifft für jede der drei Kategorien eine Vorauswahl. Die Kandidaten werden auf der Website des Norddeutschen Rundfunks vorgestellt, wo auch in einer Internetwahl die Abstimmung durchgeführt wird. Die Sieger werden auf einer Gala des Landessportverbandes geehrt.
Bei den Männern gewannen die Ruderer Maximilian Munski und Lauritz Schoof sowie der Vielseitigkeitsreiter Hinrich Romeike und der Hindernisläufer Steffen Uliczka je zweimal. Bei den Frauen ist die Para-Schwimmerin Kirsten Bruhn mit fünf, bei den Mannschaften die Handballer des THW Kiel mit 17 Auszeichnungen am erfolgreichsten.

## Preisträger
| Jahr | Sportler                                     | Sportlerin                                          | Mannschaft                      |
| ---- | -------------------------------------------- | --------------------------------------------------- | ------------------------------- |
| 2024 | Andreas Wolff Handball                       | Elisa Mevius 3×3-Basketball                         | Holstein Kiel Fußball           |
| 2023 | Florian Unruh Bogenschießen                  | Alina Ammann Leichtathletik                         | THW Kiel Handball               |
| 2022 | Ole Schweckendiek Segeln                     | Tanja Scholz Para-Schwimmen                         | THW Kiel Handball               |
| 2021 | Dominic Ressel Judo                          | Frieda Hämmerling Rudern                            | THW Kiel Handball               |
| 2020 | Florian Unruh Bogenschießen                  | Frieda Hämmerling Rudern                            | THW Kiel Handball               |
| 2019 | Nico Prien Windsurfen                        | Anna Behlen Beachvolleyball                         | THW Kiel Handball               |
| 2018 | Jacob Heidtmann Schwimmen                    | Frieda Hämmerling Rudern                            | SG Flensburg-Handewitt Handball |
| 2017 | Finn Schröder Rudern                         | Hanna Knüppel Vielseitigkeitsreiten                 | Holstein Kiel Fußball           |
| 2016 | Lauritz Schoof Rudern                        | Angelique Kerber Tennis                             | SG Flensburg-Handewitt Handball |
| 2015 | Maximilian Munski Rudern                     | Frieda Hämmerling/Annemieke Schanze Rudern          | SG Flensburg-Handewitt Handball |
| 2014 | Lars Hartig Rudern                           | Kirsten Bruhn Para-Schwimmen                        | THW Kiel Handball               |
| 2013 | Maximilian Munski Rudern                     | Angelique Kerber Tennis                             | THW Kiel Handball               |
| 2012 | Lauritz Schoof Rudern                        | Angelique Kerber Tennis                             | THW Kiel Handball               |
| 2011 | Steffen Uliczka Leichtathletik-Hindernislauf | Janne Friederike Meyer Springreiten                 | THW Kiel Handball               |
| 2010 | Steffen Uliczka Leichtathletik-Hindernislauf | Janne Friederike Meyer Springreiten                 | THW Kiel Handball               |
| 2009 | Stefan Schwab Leichtathletik-Sprint          | Kirsten Bruhn Para-Schwimmen                        | THW Kiel Handball               |
| 2008 | Hinrich Romeike Vielseitigkeitsreiten        | Kirsten Bruhn Para-Schwimmen                        | THW Kiel Handball               |
| 2007 | Nikola Karabatić Handball                    | Kirsten Bruhn Para-Schwimmen                        | THW Kiel Handball               |
| 2006 | Hinrich Romeike Vielseitigkeitsreiten        | Melanie Hansen Rudern                               | THW Kiel Handball               |
| 2005 | Christian Berge Handball                     | Bettina Eistel Dressurreiten                        | THW Kiel Handball               |
| 2004 | Henning Fritz Handball                       | Kirsten Bruhn / Meike Evers Para-Schwimmen / Rudern | SG Flensburg-Handewitt Handball |
| 2003 | Marco Geisler Rudern                         | Janet Radünzel Rudern                               | SG Flensburg-Handewitt Handball |
| 2002 | Mike Maczey Leichtathletik-Zehnkampf         | Marita Scholz Rudern                                | THW Kiel Handball               |
| 2001 | Heiko Kröger Segeln                          | Janet Radünzel Rudern                               | SG Flensburg-Handewitt Handball |